# پایگاه هوایی اومارو
پایگاه هوایی اومارو (به انگلیسی: Oamaru Aerodrome) یک فرودگاه همگانی با کد یاتا OAM است که یک باند فرود آسفالت دارد و طول باند آن ۱۲۸۳ متر است. این فرودگاه در کشور نیوزلند قرار دارد و در ارتفاع ۳۰ متری از سطح دریا واقع شده‌است.